# ボッティチェッリ (競走馬)
ボッティチェッリ（Botticelli、1951年 - ?）はイタリアの競走馬。事実上最後のイタリアクラシック三冠馬である。イタリアの名馬産家フェデリコ・テシオ晩年の傑作で、リボーの1歳年上にあたり、実際にフェデリコ・テシオが調教して競走を見た馬としては最後の名馬となった。イギリスでも活躍し、種牡馬としてもイタリア、ドイツで成功した。名前の由来はイタリアの画家サンドロ・ボッティチェッリより。
血統は父がイギリスの二冠馬ブルーピーター、母はテシオが生産したブオナミカというもので、近親は祖母ベルニーナがイタリア牝馬二冠を制したほか、半弟にダービーイタリアーノ優勝馬ブラック、ドンカスターカップに優勝したボナール、半妹にもセントレジャーイタリアーノを勝ったバルバラシラーニがいる良血である。
3-5歳の間にイタリアとイギリスで18戦を走り14勝を上げ、4755万リラ+11375ポンドの賞金を稼ぎ出した。主要な勝ち鞍としてイタリアクラシック三冠、ミラノ大賞典、イタリア大賞典、クリテリウムナツィオナーレを勝ったイタリアの一流馬であるが、1955年の凱旋門賞前の調教でリボーに子供扱いされ、リボーの引き立て役となってしまった側面もある。だがこの馬自身もイギリスでアスコットゴールドカップに優勝するなど優れた能力を見せており、国際的に活躍できる能力を持っていたことは間違いない。
引退後はイタリアで種牡馬入りし、メラヴイ（ディアナ賞）、アンテラーミ（ダービーイタリアーノ、イタリア大賞典)、ベンマーシャル（セントレジャーイタリアーノ）、タヴエルニエル（セントレジャーイタリアーノ）、レイバーン（パリオリ賞）、セロヴ（イタリア大賞典）などの産駒を輩出した。その後1965年にドイツのシュロースフレンズ牧場へ輸出されたという。死亡日は不明だが1973年生まれの産駒がおり、その前年までは生きていたはずである。

## 血統表
| ボッティチェッリの血統（フェアウェイ系/Fairway(Pharos) 2×3=37.50%、St. Simon 5×5=6.25%（父内）、Tredennis 5×5=6.25%） | ボッティチェッリの血統（フェアウェイ系/Fairway(Pharos) 2×3=37.50%、St. Simon 5×5=6.25%（父内）、Tredennis 5×5=6.25%） | ボッティチェッリの血統（フェアウェイ系/Fairway(Pharos) 2×3=37.50%、St. Simon 5×5=6.25%（父内）、Tredennis 5×5=6.25%） | （血統表の出典）  | （血統表の出典）  |
| 父 Blue Peter 1936 栗毛                                                                                               | 父の父Fairway 1925 鹿毛                                                                                               | Phalaris | Polymelus         | Polymelus         |
| 父 Blue Peter 1936 栗毛                                                                                               | 父の父Fairway 1925 鹿毛                                                                                               | Phalaris | Bromus            |                   |
| 父 Blue Peter 1936 栗毛                                                                                               | 父の父Fairway 1925 鹿毛                                                                                               | Scapa Flow | Chaucer           | Chaucer           |
| 父 Blue Peter 1936 栗毛                                                                                               | 父の父Fairway 1925 鹿毛                                                                                               | Scapa Flow | Anchora           |                   |
| 父 Blue Peter 1936 栗毛                                                                                               | 父の母Fancy Free 1924 鹿毛                                                                                            | Stefan the Great | The Tetrarch      | The Tetrarch      |
| 父 Blue Peter 1936 栗毛                                                                                               | 父の母Fancy Free 1924 鹿毛                                                                                            | Stefan the Great | Perfect Peach     |                   |
| 父 Blue Peter 1936 栗毛                                                                                               | 父の母Fancy Free 1924 鹿毛                                                                                            | Celiba | Bachelor's Double | Bachelor's Double |
| 父 Blue Peter 1936 栗毛                                                                                               | 父の母Fancy Free 1924 鹿毛                                                                                            | Celiba | Santa Maura       |                   |
| 母 Buonamica 1943 鹿毛                                                                                                | 母の父Niccolo Dell'Arca 1938 鹿毛                                                                                     | Coronach | Hurry On          | Hurry On          |
| 母 Buonamica 1943 鹿毛                                                                                                | 母の父Niccolo Dell'Arca 1938 鹿毛                                                                                     | Coronach | Wet Kiss          |                   |
| 母 Buonamica 1943 鹿毛                                                                                                | 母の父Niccolo Dell'Arca 1938 鹿毛                                                                                     | Nogara | Havresac          | Havresac          |
| 母 Buonamica 1943 鹿毛                                                                                                | 母の父Niccolo Dell'Arca 1938 鹿毛                                                                                     | Nogara | Catnip            |                   |
| 母 Buonamica 1943 鹿毛                                                                                                | 母の母Bernina 1931 鹿毛                                                                                               | Pharos | Phalaris          | Phalaris          |
| 母 Buonamica 1943 鹿毛                                                                                                | 母の母Bernina 1931 鹿毛                                                                                               | Pharos | Scapa Flow        |                   |
| 母 Buonamica 1943 鹿毛                                                                                                | 母の母Bernina 1931 鹿毛                                                                                               | Bunworry | Great Sport       | Great Sport       |
| 母 Buonamica 1943 鹿毛                                                                                                | 母の母Bernina 1931 鹿毛                                                                                               | Bunworry | Waffles F-No.22-d |                   |